# Emily Warren Roebling
Emily Warren Roebling (23 de septiembre de 1843 – 28 de febrero de 1903), fue la ingeniera autodidacta estadounidense, conocida por su decisiva contribución a la conclusión del Puente de Brooklyn. Emily se convirtió en la ingeniera jefa de la obra, después de que su marido Washington Roebling, ingeniero jefe sobre el papel, desarrollara el síndrome de descompresión durante la construcción del puente. 

## Niñez
Emily era hija de Sylvanus y Phoebe Warren. Nació en Cold Spring (Nueva York), el 23 de septiembre de 1843. Era la segunda hija más pequeña de los 12 hijos de la pareja. El interés de Emily en educarse fue apoyado por su hermano mayor Gouverneur K. Warren. Ambos tuvieron siempre una relación cercana.

## Los Roebling
En 1864, durante la Guerra de Secesión, Emily visitó a su hermano, entonces al mando del Quinto Cuerpo de Ejército, en su cuartel general. Allí conoció a Washington Roebling, hijo del diseñador del Puente de Brooklyn, John Augustus Roebling, quien era un ingeniero civil perteneciente al grupo de Gouverneur Warren. Emily y Washington se enamoraron inmediatamente y se casaron el 18 de enero de 1865.
Cuando John Roebling empezaba su trabajo en el Puente de Brooklyn, los recién casados viajaron a Europa para estudiar el uso de cajones de cimentación para el puente. En noviembre de 1867, Emily dio a luz al único hijo de la pareja, John A. Roebling II.

## El puente de Brooklyn

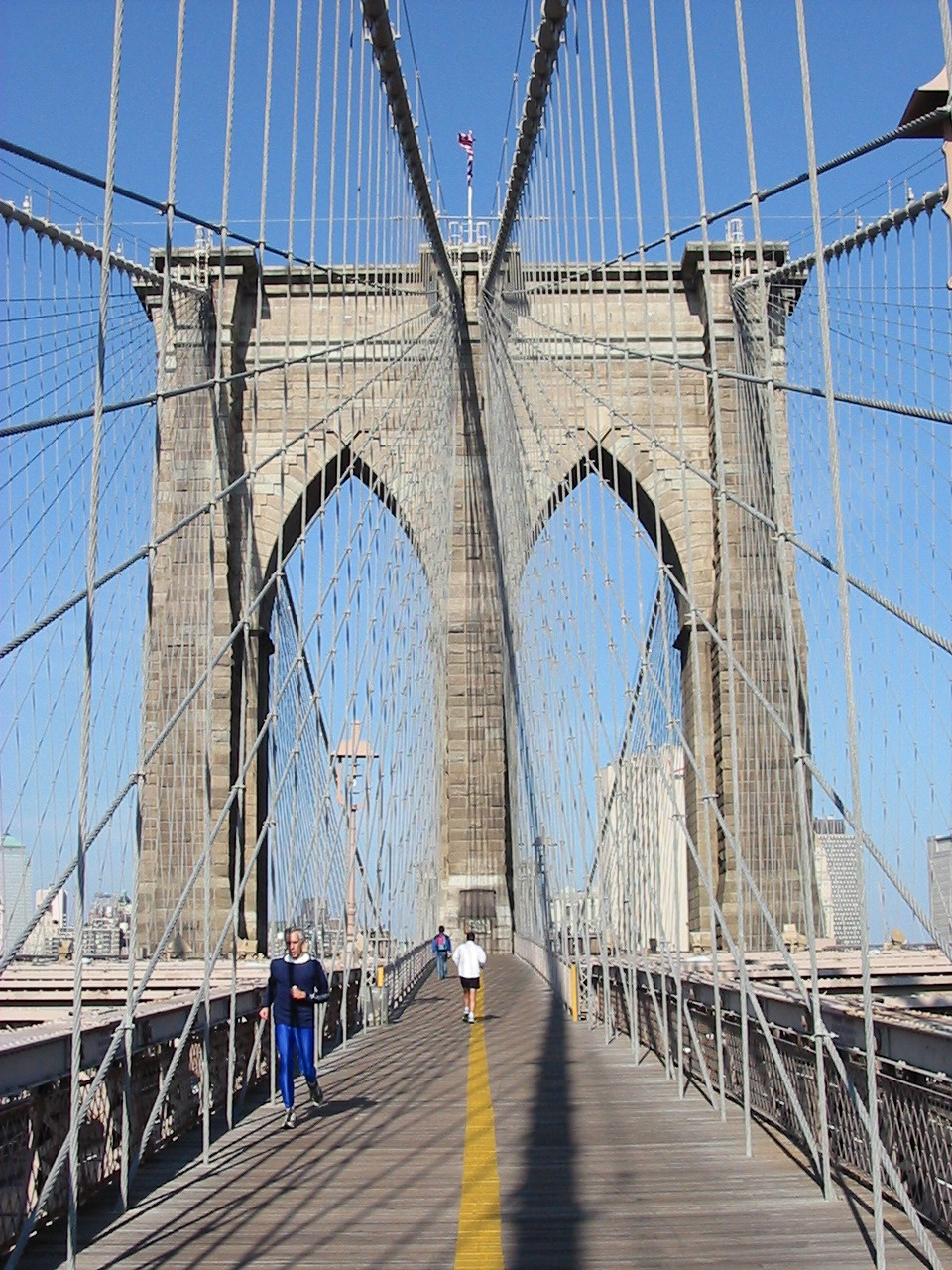
Arcos y cableado del Puente de Brooklyn.

Al regresar de sus estudios en Europa, Emily y Washington fueron recibidos con una mala noticia: el padre de Washington había muerto de tétanos y este se hizo cargo inmediatamente de la construcción del puente. Mientras se adentraba en el proyecto, Washington desarrolló el síndrome de descompresión, debido al uso pionero de cajones neumáticos para la cimentación del puente, cuando todavía se desconocían los efectos perniciosos de la sobrepresión sobre el organismo humano, que le afectó tanto que quedó postrado en cama. Fue en este momento cuando Emily se convirtió en la "primera mujer ingeniera de campo", haciéndose cargo de la finalización del puente.
Siendo la única persona que visitaba a su marido durante su enfermedad, Emily pasaba información de Washington a sus ayudantes e informaba del progreso del trabajo en el puente. Así desarrolló un gran conocimiento sobre resistencia de materiales, análisis de tensiones, construcción de cables de acero y cálculo de curvas catenarias, mediante las enseñanzas de Washington. El conocimiento de Emily fue complementado por su interés previo y su estudio de la construcción de puentes desarrollado luego de la designación de su marido como Ingeniero Jefe. Durante los catorce años siguientes, la dedicación de Emily a la finalización del puente de Brooklyn fue incesante. Se hizo cargo de la mayoría de las responsabilidades del ingeniero jefe, incluyendo supervisión diaria y manejo de proyectos. Emily y su marido planificaron en conjunto la construcción continua del puente. Ella lidió con políticos, ingenieros rivales y todos aquellos asociados al trabajo en el puente, hasta el punto de que la gente creía que era ella quien había diseñado el puente.
En 1882, el título de ingeniero jefe de Washington corrió peligro debido a su enfermedad. Para que pudiera mantenerlo, Emily asistió a reuniones de ingenieros y políticos para defender a su marido. Para alivio de ambos, los políticos respondieron bien a los discursos de Emily y se le permitió a Washington seguir siendo el ingeniero jefe del puente de Brooklyn.
Con Washington siendo todavía jefe, el puente fue finalmente completado en 1883. Antes de la inauguración oficial, llevando un gallo como signo de victoria, Emily Roebling fue la primera en cruzar el puente en carruaje. En la ceremonia de inauguración, Emily fue honrada en un discurso promulgado por Abram Stevens Hewitt, quien dijo que el puente "era un monumento a la sacrificada devoción de una mujer y a su capacidad para la educación superior, de la cual había sido largamente exluida".
Actualmente, el Puente de Brooklyn tiene una placa dedicada a la memoria de Emily, su marido y su suegro.

## Después del puente
Después de la conclusión del puente, la familia Roebling se mudó a Trenton, Nueva Jersey. Allí, Emily participó en organizaciones sociales como la Sociedad de Socorro durante la Guerra hispano-estadounidense y formó parte del Board of Lady Managers for New Jersey (Consejo de mujeres administradoras para Nueva Jersey) durante la Exposición Mundial Colombina de Chicago. También realizó muchos viajes; en 1896 fue presentada a la reina Victoria y estuvo en Rusia para la coronación de Nicolás II de Rusia. También continuó su educación y recibió un título en leyes en la Universidad de Nueva York. Hasta su muerte el 28 de febrero de 1903, pasó el resto de su vida junto a su familia y se mantuvo social y mentalmente activa.